# Saison 6 de La Crim'
Cet article présente le guide des épisodes de la sixième saison de la série télévisée La Crim'.

## Épisode 2:Le Secret
- France : 5 mars 2004 sur France 2

- Claude Jade (Armande de Montcourtet)
- Christian Bujeau (Xavier de Montcourtet)
- Tristan Calvez (Arnaud de Montcourtet)
- Alexandra London (Bailly)
- Séverine Ferrer (Célia)